# Georg Harms-Rüstringen
Georg Harms-Rüstringen (* 2. November 1890 in der oldenburgischen Gemeinde Heppens, dann Rüstringen, später Wilhelmshaven; † 14. Oktober 1955 in Rastede) war ein bekannter deutscher Kunstmaler und Radierer.
Nach erfolgreichem Besuch der Volksschule wurde Harms Malerlehrling. So fand ein von ihm geschaffenes Gemälde des Großherzogs von Oldenburg dessen Beifall. Harms wurde zur Ehre der Künstlername Rüstringen verliehen (von da an nannte er sich Harms-Rüstringen) und ein Kunststudium ermöglicht. Gefördert von der Oldenburgischen Handwerkskammer und vom Land Oldenburg begann er eine Ausbildung an der Malerschule Buxtehude und studierte später an der Kunsthochschule in Weimar und zeitweise in München. Zu seinen Lehrern in den Fächern Porträtmalerei und Radierung gehörten die Professoren Max Thedy, Otto Rasch und Fritz Mackensen.
1916, nach dem Erwerb des Diploms, kehrte er in seine Heimatstadt zurück und unterhielt Ateliers in der Grünstraße, später Hegel-/Gökerstraße und zuletzt Göker-/Fritz-Reuter-Straße. Die dort entstandenen Ölgemälde und Radierungen fanden auf Ausstellungen in Bremen, Oldenburg und Wilhelmshaven großen Anklang. Sie wurden in Kunsthandlungen in Wilhelmshaven, aber auch in Berlin, Oldenburg, Lübeck und anderen Städten vertrieben. Einige seiner Werke fanden zudem als Buchillustrationen Verwendung. Neben Motiven aus der näheren und weiteren Heimat radierte er in den 1930er und 1940er Jahren verstärkt maritime Motive.
In Wilhelmshaven gehörte Georg Harms-Rüstringen zu den Begründern der „Kaiser-Friedrich-Kunsthalle“ und erwarb sich besonders durch zahlreiche Ölgemälde und meisterliche Radierungen über die Grenzen Wilhelmshavens hinaus viel Anerkennung und Respekt.
So kam er zu Besitz und Wohlstand, jedoch verlor Harms alles in den schweren Bombardierungen der englischen und amerikanischen Bomber im Zweiten Weltkrieg.
Seitdem lebte er von der Öffentlichkeit zurückgezogen mit seiner Frau Käthe Harms geb. Bredlow bis zu seinem Tode in Rastede. Seine Witwe starb 1965 kinderlos, der noch verbliebene Besitz wurde aufgelöst und weit verstreut.
| Personendaten    | Personendaten           |
| ---------------- | ----------------------- |
| NAME             | Harms-Rüstringen, Georg |
| ALTERNATIVNAMEN  | Harms, Georg            |
| KURZBESCHREIBUNG | deutscher Maler         |
| GEBURTSDATUM     | 2. November 1890        |
| GEBURTSORT       | Heppens bei Rüstringen  |
| STERBEDATUM      | 14. Oktober 1955        |
| STERBEORT        | Rastede                 |